# Melaloncha ovata
Melaloncha ovata är en tvåvingeart som beskrevs av Brown 2005. Melaloncha ovata ingår i släktet Melaloncha och familjen puckelflugor.
Artens utbredningsområde är Costa Rica. Inga underarter finns listade i Catalogue of Life.